# Trent Alexander-Arnold
Trent John Alexander Arnold (født 7. oktober 1998) er en engelsk professionel fodboldspiller, som spiller højre back for Real Madrid og Englands fodboldlandshold.
Alexander-Arnold har spillet i Liverpool F.C. siden han var 6 år, hvor han kom ind på klubbens fodboldakademi. Han fik sin debut for klubbens førstehold i 2016 i en alder af 18 år.
Alexander-Arnold er blevet kåret som årets unge spiller i Liverpool i sæsonerne 2016-17 og 2017-18.
Alexander-Arnold har også repræsenteret England på ungdomsniveau fra U16 til U21.
Og han kom fra U21 til seniortruppen som han fik sin første VM kamp og debut på landsholdet.

## Klubkarriere

### Liverpool

#### Ungdomskarriere
Da Alexander-Arnold var 6 år gammel, blev han inviteret til Liverpools sommerlejr. Her imponerede Alexander-Arnold klubben og akademitræneren Ian Barrigan, som efterfølgende tilbød ham en chance for at tilslutte sig klubbens akademi. Her begyndte han at træne to-tre gange om ugen og blev senere kaptajn for klubbens U16- og U18-hold. Alexander-Arnold udviklede sig meget i disse år og imponerede klubben så meget, at Liverpools daværende kaptajn, Steven Gerrard, spåede ham en stor fremtid i klubben.
Op til sæsonen 2015-16 blev Alexander-Arnold udvalgt til Liverpools førstehold af den daværende manager, Brendan Rodgers, som gav ham hans uofficielle debut for klubben i en venskabskamp mod Swindon Town, der endte i en 2-1-sejr.

#### 2016-17-sæsonen
Alexander-Arnold fik sin officielle førsteholdsdebut for klubben d. 25. oktober 2016, da han startede inde i fjerde runde af EFL Cup i en 2-1-sejr over Tottenham. Hans præstation gav ham en plads på rundens hold i EFL Cuppen, sammen med holdkammeraten Daniel Sturridge.
D. 8. november 2016 annoncerede Liverpool, at Alexander-Arnold havde underskrevet en ny langtidskontrakt med klubben. Han startede efterfølgende i Liverpools næste EFL Cup-kamp senere den måned og fik samtidig sin første assist for klubben, da han lagde op til Divock Origiss mål i en 2-0-sejr over Leeds United. Han blev samtidig kåret som kampens spiller for sin præstation.

Alexander-Arnold fik sin Premier League-debut d. 14. december, da han blev indskiftet for Origi i en 3-0-sejr over Middlesbrough. D. 15. januar 2017 fik han sin første Premier League-start, da han startede inde mod Manchester United i en kamp, der endte 1-1.
Alexander-Arnold blev kåret som årets unge spiller i Liverpool i 2016-17-sæsonen, og han endte med at optræde 12 gange for klubben i alle turneringer.

#### 2017-18-sæsonen
Op til 2017-18-sæsonen skrev Alexander-Arnold under på en ny langtidskontrakt med Liverpool. D. 15. august scorede han sit første mål for klubben i sin europæiske debutkamp mod Hoffenheim, da han scorede på et frispark. Dette mål gjorde ham til den tredje yngste spiller til at score i sin europæiske debutkamp for Liverpool, efter Michael Owen og David Fairclough. I Champions League-gruppespillet scorede Alexander-Arnold igen i en 7-0 udesejr over Maribor. Han scorede herefter sit første Premier League-mål for Liverpool d. 26. december 2017 i en 5-0 sejr over Swansea City på Anfield.
D. 4. april 2018 blev Alexander-Arnold den yngste engelske spiller til at starte i en Champions League kvartfinale. Her spillede han en stor kamp og var med til at sikre en 3-0 sejr hjemme over Manchester City. Alexander-Arnold blev kåret til kampens spiller, og især hans evne til at lukke ned for Manchester Citys fløj, Leroy Sané, blev fremhævet. Han imponerede igen i det omvendte opgør, hvor Liverpool sikrede sig avancement til Champions League semifinalerne for første gang i 10 år med en samlet 5-1 sejr over Manchester City.
D. 10. maj 2018 blev han endnu en gang belønnet for sine bedrifter for klubben både i hjemlandet og i Europa, da han for andet år i træk vandt årets unge spiller i klubben.

Real Madrid
Alexander-Arnold skiftede til Real Madrid 1. Juni 2025

## International karriere

### Englands ungdomslandshold
Alexander-Arnold har repræsenteret England på flere forskellige ungdomslandshold. D. 7. oktober 2016 scorede han to gange for England U/19 i en 3-1 sejr over Kroatien. D. 24. marts 2017 scorede han igen to gange i en 3-0 sejr over Spanien, hvilket sikrede England kvalifikation til U/19-EM i fodbold 2017. Han deltog dog ikke i turneringen, da Liverpool aftalte med Englands forbund, at Alexander-Arnold kunne få restituere frem mod den nye sæson.
Den efterfølgende måned blev Alexander-Arnold for første gang kaldt ind til Englands U/21-fodboldlandshold. Han fik sin debut mod Letland d. 5. september, hvor han startede inde i en kamp, som England endte med at vinde 3-0. I marts 2018 blev Alexander-Arnold inviteret til at træne med Englands førstehold for første gang frem mod Englands venskabskampe mod Italien og Holland.

## Hæder og priser
- Årets unge spiller i Liverpool: 2016-17; 2017-18 og på PFA's årets hold i Premier League 2018-19.